# How to Be Really Bad
How to Be Really Bad (titulada en alemán: Meine teuflisch gute Freundin) es una película de comedia alemana de 2018 dirigida por Marco Petry y protagonizada por Emma Bading, Janina Fautz y Samuel Finzi. El guion es de Rochus Hahn y Marco Petry se basa en una idea de Hortense Ullrich. Su estreno tuvo lugar el 1 de mayo de 2018 en el Filmkunstfest Mecklenburg-Vorpommern, donde la película se proyectó en el concurso de cine infantil y juvenil y  su estreno en cines tuvo lugar en Alemania el 28 de junio de 2018 y en Austria el 29 de junio de 2018.

## Argumento
Lilith, de 14 años, parece una adolescente normal. Sin embargo, es la hija del diablo, que tiene su cuartel general en un rascacielos de Fráncfort del Meno. Lilith en realidad ve su vida como un infierno porque su estricto padre apenas le da libertad; él también piensa que ella es demasiado joven para trabajar como demonio. Le gustaría ser muy mala, pero solo se le permite hacerlo en Internet y bajo la supervisión de su profesor particular. Como está aburrida, quiere salir al mundo y demostrar de qué está hecha. Entonces ella negocia un trato con su padre y se le permite ir a la tierra por una semana. Si se las arregla para seducir a una buena persona hacia el mal dentro de esta semana, se le permite quedarse allí. De lo contrario, tendrá que volver al aburrimiento y aceptar un trabajo en el departamento de contabilidad de su padre.
En la tranquila ciudad de Birkenbrunn, el padre de Lilith elige como víctima a la bondadosa Greta Birnstein. Lilith se muda a las habitaciones de la afectuosa familia de Greta. Greta es la hija mayor de la familia Birnstein y, según Lilith, una chica extraña. Lilith primero comienza con su misión. Sin embargo, Greta es un caso más difícil de lo esperado, ya que no tiene ni una pizca de rencor en ella. Además, Lilith enfrenta otro problema en la escuela en forma de su compañero de clase Samuel, de quien Lilith se enamora (a los demonios no se les permite amar). El tiempo apremia, Lilith finalmente debe dar resultados. Su padre quiere ir al festival escolar para examinar el trabajo malvado de su hija y el caos que ha causado. Después de que se desarrolla una amistad entre Lilith y Greta, el plan original de Lilith se desvanece cada vez más en el fondo,   incluso estando en peligro ya que finalmente se encuentra incapaz de ser mala.
La amistad lo hace todo posible: con una puesta en escena no tan educada, unas cuantas travesuras sucias y una porción de esmalte de uñas, con el que incluso burla al diablo, Greta consigue que Lilith se quede con ella.

## Banda sonora
1. Un poco de música nocturna - Wolfgang Amadeus Mozart
2. Don't Cha - Las muñecas gatitas

## Producción y antecedentes
El rodaje tuvo lugar a partir del 5 de abril al 25 de mayo de 2017 en Renania del Norte-Westfalia y Baja Sajonia . La película fue producida por Tempest Film Production and Distribution GmbH de Alemania, con los coproductores HTBRB Filmproduktionsgesellschaft y Senator Film Köln GmbH.
La producción contó con el apoyo de Filmförderungsanstalt, Medienboard Berlin-Brandenburg GmbH, el German Film Fund y Film- und Medienstiftung NRW. Sarah Raible y Susan Bollig se encargaron del diseño de vestuario, Stefan Schönberg del diseño de escenografía, Annette Schirmer y Kerstin Baar del diseño de maquillaje y Manuel Meichsner y Valentin Finke del diseño de sonido, Hubertus Müll fue el ingeniero de sonido.  

## Alusiones y referencias bíblicas
- En la mitología cristiano-judía, Lilith es el nombre de la primera esposa de Adán y luego de la madre de los demonios.
- Dentro y fuera de la Biblia, el dinero es a menudo la encarnación del mal (cf. Mamón en la Biblia; La bruja del dinero Tyrannia Vamperl en "Wish Punch").
- En la Edad Media, las mujeres y niñas pelirrojas como Lilith en la película a menudo eran sospechosas de ser brujas aliadas con el diablo.
- Cuando Lilith entra al edificio de una iglesia, el agua bendita está hirviendo. También en " El abogado del diablo " hay una escena similar en la que el diablo hace que se evapore el agua bendita en una iglesia.

## Premios
- 2018: calificación de películas y medios alemanes (FBW) : calificación "particularmente valiosa" [3]